# Виктор Апостолов
Виктор Апостолов (1. новембар 1962 — 30. новембар 2011) био је бугарски атлетичар специјалиста за бацање кладива, првак Бугарске и Балкана, учесник олимпијских игара, светских и европских првенстава.

## Спортска биографија
Године 1987. освојио је титулу првака Бугарске у бацању кладива). Учествује на Светском првенству у Риму 1987., Олимпијских игара у Сеулу 1988. и на Европском првенству у Сплиту 1990 и испада у квалификацијама.
Године 1990. освојио је златну медаљу на првенству балканских земаља, међутим, пао је на допиг тесту и одузета му је незаконито стечена медаља.

## Значајнији резултати
| Год.     | Такмичење                    | Место                  | Пласман  | Резултат |
| Бугарска | Бугарска                     | Бугарска               | Бугарска | Бугарска |
| -------- | ---------------------------- | ---------------------- | -------- | -------- |
| 1981     | Европско јуниорско првенство | Париз, Француска       | 9.       | 64,10    |
| 1987     | Светско првенство            | Рим, Италија           | 19.      | 73,46    |
| 1988     | Олимпијске игре              | Сеул, Јужна Кореја     | 20.      | 71,10    |
| 1990     | Европско првенство           | Сплит, СФР Југославија | 19.      | 69,92    |

## Лични рекорд
- 80,62, 28, јул 1990. Софија

Умро је у 49. години од срчаног удара.